# ماركيزة تير
كانت ليلي روز كابريرا، أو ماركيزة تير وكونتيسة موريلا (1864 - 29 أبريل 1936)، المعروفة باسم ماركيسا ديل تير، زوجة ماركيز تير الثاني والكونت الثاني لموريلا، رامون كابريرا إي ريتشاردز. وُلدت في باريس، وكانت عازفة بيانو وناشطة نسوية وأسست واحدة من أولى المنظمات النسوية في إسبانيا. مُنحت وسام العرفان الفرنسي الذهبي نظير عملها في المستشفيات خلال الحرب العالمية الأولى.

## السيرة الحياتية
وُلدت ليلي روز شينريش عام 1864 في باريس لوالدين هما جوليا إليزابيث (سبرينغ قبل الزواج) وهنري جوزيف شينريش. تزوجت برامون أليخاندرو ليوبولدو كابريرا إي ريتشاردز (1854–1940) في 23 أكتوبر 1884، في الكنيسة الكاثوليكية الفرنسية في شارع ليتل جورج في منطقة مرليبون بلندن. كان زوجها دبلوماسيًا يكبرها بعشر سنوات. وُلد الابن الوحيد للزوجين، رامون هنري، في لندن في عام 1889. قسموا وقتهم، في المقام الأول، بين لندن ومدريد على الرغم من أن زوجها أُوفد في أوقات مختلفة ولفترات وجيزة إلى واشنطن العاصمة وسانت بطرسبرغ (1901) والمغرب (1921-1922)، حيث قضت الماركيزة ثلاثة أشهر إبان أسوأ جزء من قصف مليلية، التي كانت شاهدة على الخسائر الإسبانية الفادحة.
كانت الماركيزة عازفة بيانو واعتلت المسارح في إنجلترا وفرنسا وإسبانيا. وكانت أيضًا لغوية بارعة، إذ تحدثت الإنجليزية والفرنسية والإسبانية بطلاقة، بالإضافة إلى الألمانية والإيطالية. أسست الماركيزة في عام 1914، في بداية الحرب العالمية الأولى، المنظمة الإنسانية المعروفة بجمعية مساعدة مستشفيات الحلفاء لتوفير الإمدادات لـ 500 مستشفى عسكري في فرنسا. كما جمعت الملابس والإمدادات للمستشفيات في بلجيكا وسالونيك باليونان. وفرت المنظمة 110 سيارات إسعاف و300 رجل لتقديم المساعدة خلال الحرب. حصلت على وسام العرفان الفرنسي من الحكومة الفرنسية نظير عملها مع الصليب الأحمر.
توفيت والدة زوجها في نهاية العشرينيات من القرن العشرين وعاد الزوجان مع ابنهما إلى إسبانيا. انضمت الماركيزة هناك إلى الحركة المنادية بحق المرأة في الاقتراع وأسست واحدة من أولى المنظمات النسوية في إسبانيا، وهو اتحاد نساء إسبانيا في 24 ديسمبر 1918. كتبت عن القضايا النسوية ووُضعت صورتها على غلاف العدد 21 من مجلة «صوت المرأة» في يناير 1919. أسست مجلة نسوية تسمى ريناسيمينتو رغم أن إصدار المجلة لم يدم طويلًا. تحدت القوانين الإسبانية التي تحرم المرأة من العمل من دون موافقة زوجها، وتلك التي تجبر المرأة على الحصول على جنسية زوجها عند الزواج، والقوانين التي تمنح الأزواج الوصاية الكاملة على الأطفال. أيَّد اتحاد نساء إسبانيا بشدة تعليم المرأة، وهو الأمر الذي تجاهلته طوائف المجتمع كلها آنذاك. على الرغم من أنها حاولت استخدام اتصالاتها مع العائلة المالكة، مناشدة الملكة القرينة فيكتوريا أوجيني من باتنبرغ مباشرة، لم تلق المطالبات نجاحًا يُذكر وكثيرًا ما أعربت في الصحافة عن خيبة أملها لبطء التقدم المُحرز في إسبانيا.
اختيرت الماركيزة، نظرًا لمعرفتها الواسعة باللغة والشؤون الدولية، لدور مبعوث إسبانيا في مؤتمر التحالف الدولي لحق المرأة في التصويت لعام 1920، المنعقد في جنيف بسويسرا. ألقت كلمة بصفتها مبعوث إسبانيا في اتحاد نساء فرنسا في باريس، وفي مؤتمر باريس الدولي عام 1926، ثم في مؤتمر التحالف النسائي الدولي من أجل السلام في أمستردام في عام 1927. كانت الماركيزة، أثناء جمع دوريس ستيفنز وأليس بول للمواد المتعلقة بالقانون الدولي ورصد تأثيرها على مواطنة المرأة، بغية عرضها أمام اتحاد البلدان الأمريكية وعصبة الأمم، واحدة من الناشطات النسويات اللاتي ساعدن الثنائي في جهودهما في جمع المعلومات عن قوانين كل دولة. أفضى التقرير لاحقًا إلى أول اتفاقية دولية تُعتمد على الإطلاق بشأن حقوق المرأة، وإن اقتصر تطبيقها على الدول الأعضاء في اتحاد البلدان الأمريكية.
أسست المجلس الوطني للمرأة الإسبانية، وشغلت منصب نائب رئيس حملة نساء إسبانيا، وكانت عضوًا في الجمعية الأيبيرية للعلوم الطبيعية والجمعية الاقتصادية الملكية في مدريد.
عاد الزوجان إلى لندن، حيث توفيت الماركيزة في 29 أبريل 1936، بعد عدة سنوات في إسبانيا، ودُفنت في 2 مايو 1936 في مقبرة وندسور. قُدمت مجموعتها الموسيقية المكونة من 30 مجلدًا إلى مكتبة البرتغال الوطنية بعد وفاتها. احتوت المجموعة على موسيقى لسوناتات صوتية وعزف على البيانو وضمت بيتهوفن وهايدن والعديد من الملحنين الفرنسيين. تسرد رواية تاريخية كتبتها إيزابيل ليزاراجا بعنوان كانديدا، في عام 2012، قصص النسويات الإسبانيات الأوائل وتحوي صورًا للماركيزة.